# Wathlingen
Wathlingen es un municipio situado en el distrito de Celle, en el estado federado de Baja Sajonia (Alemania), a una altitud de 43 metros. Su población a finales de 2016 era de unos 6000 habitantes y su densidad poblacional, 300 hab/km².
Se encuentra ubicado a poca distancia al noroeste de Brunswick y Wolfsburgo, al oeste de la frontera con el estado de Sajonia-Anhalt.